# Cantone di Amancey
Il Cantone di Amancey era una divisione amministrativa dell'arrondissement di Besançon.
A seguito della riforma approvata con decreto del 25 febbraio 2014, che ha avuto attuazione dopo le elezioni dipartimentali del 2015, è stato soppresso.

## Composizione
Comprendeva i comuni di:
- Amancey
- Amondans
- Bolandoz
- Cléron
- Crouzet-Migette
- Déservillers
- Éternoz
- Fertans
- Flagey
- Gevresin
- Labergement-du-Navois
- Lizine
- Malans
- Montmahoux
- Nans-sous-Sainte-Anne
- Reugney
- Sainte-Anne
- Saraz
- Silley-Amancey